# Humberto Cruz
Humberto Cruz (8 de desembre de 1939) és un exfutbolista xilè.

## Selecció de Xile
Va formar part de l'equip xilè a la Copa del Món de 1962.